# Z-preparat

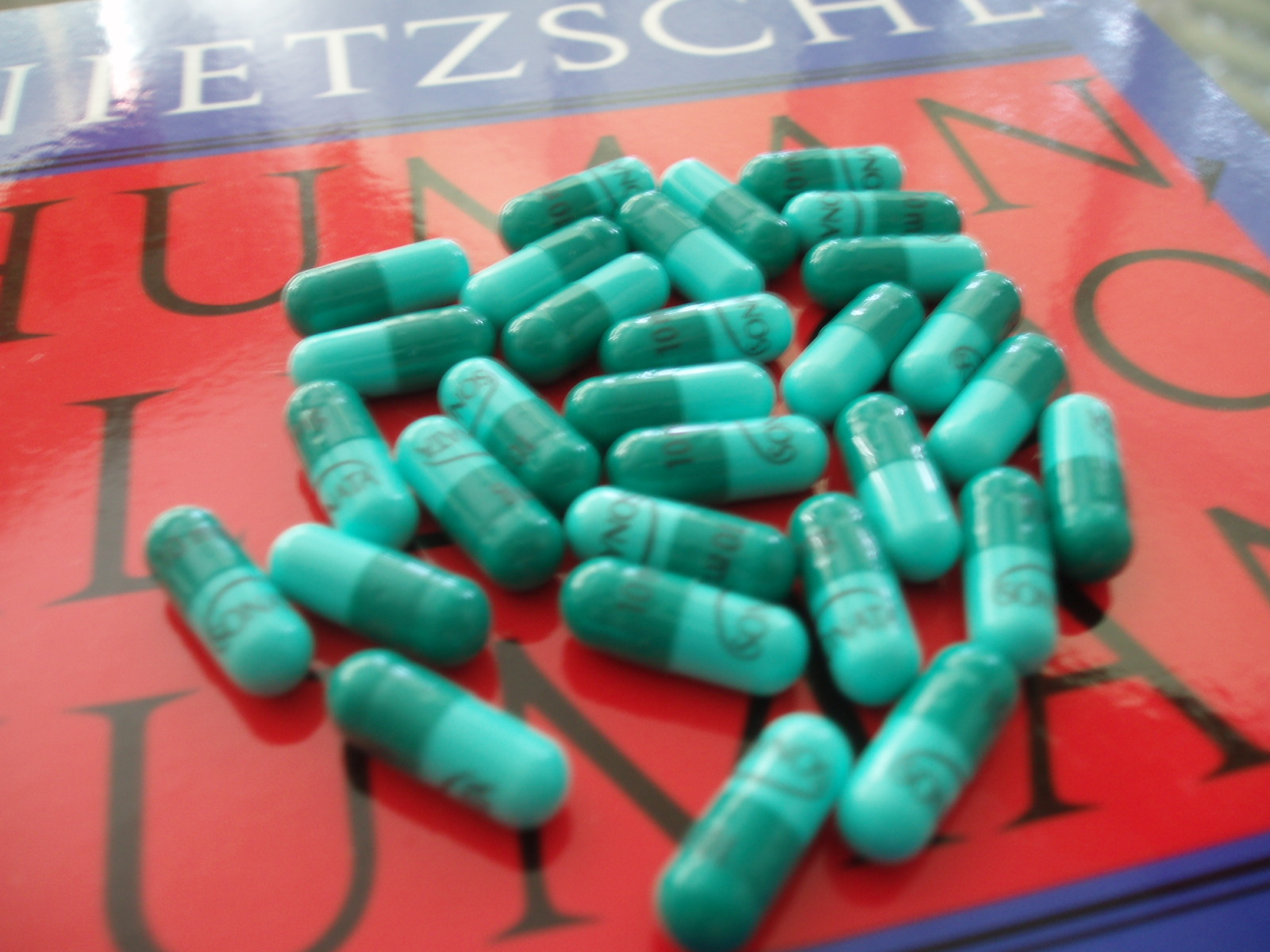
Kapslar innehållande Zaleplon.

Z-preparat, alternativt Zäta-preparat är ett samlingsnamn för en grupp insomningstabletter klassade som bensodiazepinderivat och nära besläktade läkemedel. De vanligaste varianterna och de som skrivs ut av läkare i Sverige är Zolpidem (Stilnoct) och Zopiklon (Imovane). Tidigare skrevs även Zaleplon (Sonata) ut i Sverige, men läkemedlet är avregistrerat sedan juli 2015.
Zolpidem och Zopiklon är narkotikaklassade i Sverige sedan 1997 under förteckning V, medan de något svagare Zaleplon inte är narkotikaklassat.

## Klasser

Den kemiska strukturen hos Zopiklon.

### Imidazopyridiner
- Alpidem
- Necopidem
- Saripidem
- Zolpidem (Stilnoct)

### Pyrazolopyrimidiner
- Divaplon
- Fasiplon
- Indiplon
- Lorediplon
- Ocinaplon
- Panadiplon
- Taniplon
- Zaleplon (Sonata)

### Cyklopyrroloner
- Eszopiklon (Lunesta)
- Pagoklon
- Pazinaklon
- Suproklon
- Suriklon
- Zopiklon (Imovane)

### β-Karboliner
- Abecarnil
- Gedocarnil
- SL-651,498
- ZK-93423

### Forskningskemikaliersamt övriga
- CGS-20625
- CGS-9896
- CL-218,872
- ELB-139
- GBLD-345
- HIE-124
- L-838,417
- NS-2664
- NS-2710
- Pipequaline
- RWJ-51204
- SB-205,384
- SL-651,498
- SX-3228
- TP-003
- TP-13
- TPA-023
- Y-23684